# Alexandr Ort
Alexandr Ort (20. září 1926 Klatovy – 14. června 2014 Klatovy) byl český historik a politolog, jehož oborem zájmu byla česká a zahraniční politika a mezinárodní vztahy.
Vystudoval na Vysoké škole politické a sociální a v akademickém prostředí již zůstal. Od roku 1949 působil postupně na Universitě 17. listopadu, na Vysoké škole politických a hospodářských věd, na Fakultě mezinárodních vztahů UK, a především v Ústavu pro mezinárodní politiku a ekonomii, kde zastával několik let post zástupce ředitele. Zabýval se zejména vnitřní a vnější politikou Francie a teorií mezinárodních vztahů. Jelikož byl aktivním účastníkem pražského jara 1968, musel po nástupu normalizace akademické prostředí opustit.
Po sametové revoluci obnovil pedagogickou činnost na Právnické fakultě Univerzity Karlovy a Fakultě mezinárodních vztahů VŠE, kde stál u vzniku Střediska mezinárodních studií Jana Masaryka, nejstaršího českého pracoviště zaměřeného na výuku a výzkum mezinárodní politiky a diplomacie. Vyučoval i na Komenského univerzitě v Bratislavě a VŠMVV v Praze, svou pozornost soustředil na problematiku evropské integrace a české diplomacie. Zasedal v několika redakčních radách, jezdil přednášet do zahraničí a kromě toho zastával post předsedy správní rady Nadace Jiřího z Poděbrad pro evropskou spolupráci, jakož i Výboru sdružení Za evropský dům.
Je autorem řady publikací, z nichž některé byly přeloženy do cizích jazyků, a rovněž překladů knih z francouzštiny a ruštiny.

## Výběr z díla
- Francie. Vnitropolitický vývoj po 2. světové válce. Praha : SNPL, 1960.
- Francie. Praha : NPL, 1964. (s J. Ortovou)
- Zahraniční politika gaullistické Francie. Praha : Svobodné slovo, 1966.
- Francouzská koloniální politika po 2. světové válce. Praha : Academia, 1968.
- Jak se dostat k moci. Praha : Mladá fronta, 1990.
- Společný evropský dům. Praha : Svoboda, 1991.
- Dějiny světové politiky. (dva díly dle období) Praha : Vysoká škola ekonomická, 1992-3.
- Dr. Edvard Beneš - evropský politik. Praha : Vysoká škola ekonomická, 1993.
- Evropa od rozdělení k jednotě. Praha : Vysoká škola ekonomická, 1996.
- Zahraniční politika České republiky. Praha : Oeconomica, 2002. (s V. Krinesem a Z. Veselým)
- Evropa 20. století. Plzeň : Vydavatelství a nakladatelství Aleš Čeněk, 2004.
- Bezpečnost Evropy a Česká republika. Praha : Professional Publishing, 2005. (s kolektivem)
- Česká zahraniční politika. Plzeň : Vydavatelství a nakladatelství Aleš Čeněk, 2005.
- Střípky vzpomínek jednoho Čecha na složité 20. století. Plzeň : Vydavatelství a nakladatelství Aleš Čeněk, 2006.
- Diplomacie. Plzeň : Vydavatelství a nakladatelství Aleš Čeněk, 2008 (s J. Kavanem a Z. Matějkou)
- Zamyšlení nad českou diplomacií. Plzeň : Vydavatelství a nakladatelství Aleš Čeněk, 2010.

Seznam děl v Souborném katalogu ČR, jejichž autorem nebo tématem je Alexandr Ort